# Bart Stupak
Bartholomew Thomas Stupak, detto Bart (Milwaukee, 29 febbraio 1952), è un politico statunitense, membro della Camera dei Rappresentanti per lo stato del Michigan dal 1993 al 2011.

## Biografia
Nato nel Wisconsin, Stupak studiò in Michigan e dopo la laurea in legge lavorò per alcuni anni come poliziotto.
Entrato in politica con il Partito Democratico, nel 1988 venne eletto alla  Camera dei Rappresentanti del Michigan. Nel 1990 si candidò al Senato di stato del Michigan ma perse nelle primarie.
Nel 1992 i distretti congressuali del Michigan vennero ridefiniti dopo il censimento e il deputato repubblicano Robert William Davis, che fino ad allora aveva rappresentato l'undicesimo distretto, vide il suo territorio ridisegnato all'interno del primo distretto; tuttavia Davis decise di non chiedere la rielezione e così Stupak si candidò per il seggio. Dopo essersi aggiudicato la nomination democratica, riuscì a sconfiggere l'avversario repubblicano, l'ex deputato Philip Ruppe. Negli anni successivi Stupak venne rieletto deputato per altri otto mandati, finché nel 2010 annunciò il proprio ritiro dalla politica.
Durante la sua permanenza al Congresso, Stupak era considerato un democratico molto centrista ed era un accanito oppositore dell'aborto. Dopo aver lasciato la Camera dei Rappresentanti, trovò lavoro come lobbista.
Dal matrimonio con Laurie Ann, Stupak ebbe due figli: Ken e Bart Jr., quest'ultimo morto suicida nel 2000.